# Japonski koledar
Japonski koledar je lunisolarni koledar, ki je bil v rabi na Japonskem pred letom 1872 in so ga privzeli od kitajskega koledarja. Od leta 1872 je v rabi gregorijanski koledar s krajevnimi imeni za mesece in večinoma prirejenimi prazniki.

## Meseci
Imena mesecev: (izgovorjava, dobesedni pomen)
- januar - 睦月 (mu cuki)
- februar - 如月 ali 衣更着 (kisaragi)
- marec - 弥生 (jajoi)
- april - 卯月 (uzuki)
- maj - 皐月 ali 早月 ali 五月 (sacuki)
- junij - 水無月 (minacuki ali minazuki, brezvremenski mesec)
- julij - 文月 (fumi zuki)
- avgust - 葉月 (ha zuki)
- september - 長月 (naga cuki, dolgi mesec)
- oktober - 神無月 (kan'na zuki, nedobri mesec)
- november - 霜月 (šimo cuki)
- december - 師走 (šivasu, učiteljev tek)

Danes uporabljajo le 師走.

## Japonsko štetje let
Japonci so sicer privzeli svetovno poenoteno štetje let, vendar še vedno uporabljajo tudi tradicionalno imenovanje (nengo; v direktnem prevodu: število leta), ki se nanaša na leto vladavine določenega cesarja. Leta 2005, na primer, je bilo po tradicionalnem štetju leto Heisei 17, kar pomeni, da je cesar Akihito tedaj vladal sedemnajsto leto. Pred njim je vladal cesar Hirohito in njegovo obdobje se je imenovalo obdobje Shouwa. Za lažje razumevanje japonske zgodovine glej razvrstitev japonskih let po gregorijanskem koledarju.

## Prazniki
Opombe: Vsak dan med dvema nacionalnima praznikoma je mišljen kot dela prost dan. To velja tudi za 4. maj, ki je praznik vsako leto. Če nacionalni praznik pade na nedeljo, je praznik naslednjega dne v ponedeljek.
| Datum                 | Slovensko ime                 | Japonsko ime         | Pripombe                      |
| --------------------- | ----------------------------- | -------------------- | ----------------------------- |
| 1. januar             | novo leto                     | 元日                 |                               |
| premakljiv ponedeljek | dan polnoletnosti             | 成人の日             | 2. ponedeljek v januarju      |
| 11. februar           | nacionalni dan ustanovitve    | 建国記念日           |                               |
| 20 ali 21. marec      | dan spomladanskega enakonočja | 春分の日             |                               |
| 29. april             | dan zelenja                   | みどりの日           | zlati teden                   |
| 3. maj                | spominski dan ustanovitve     | 憲法記念日           | zlati teden                   |
| 4. maj                | dela prost dan                |                      | zlati teden                   |
| 5. maj                | dan otrok                     | 子供の日             | zlati teden                   |
| premakljiv ponedeljek | pomorski dan                  | 海の日               | 3. ponedeljek v juliju        |
| premakljiv ponedeljek | dan spoštovanja starejših     | 敬老の日 Keiro no Hi | 3. ponedeljek v septembru     |
| 23. ali 24. september | dan jesenskega enakonočja     | 秋分の日             |                               |
| premakljiv ponedeljek | dan zdravja in športa         | 体育の日             | 2. ponedeljek v oktobru       |
| 3. november           | kulturni dan                  | 文化の日             |                               |
| 23. november          | dan zahvalnosti dela          | 勤労感謝の日         |                               |
| 23. december          | rojstni dan cesarja           | 天皇誕生日           | z vsakim cesarjem se spremeni |